# Директива 92/43/ЕЭС
Директива 92/43/ЕЭC, официальное название Директива Совета 92/43/ЕЭС от 21.05.1992 «Об охране природных мест обитания, дикой флоры и фауны» (англ. Council Directive 92/43/EEC of 21 May 1992 on the Conservation of natural habitats and of wild fauna and flora) — нормативный акт, которым регулируются отношения, касающиеся принятия мер охраны природы и природных богатств, а также сохранения биологического разнообразия. Документ принят 21 мая 1992 года в Брюсселе Европейским советом и вступил в силу 10 июня 1992 года.

## История создания
До принятия Директивы Совета 92/43/ЕЭС отношения в сфере защиты природных богатств и биологических видов регулировались многими правовыми документами, среди которых: Директива 79/409/EЭC «Об охране диких птиц», Конвенция ООН «О биологическом разнообразии», Бернская конвенция об охране дикой фауны и флоры и природных сред обитания и другие. Однако, положения норм Директивы 79/409/EЭC были очень строгими и поэтому возникла необходимость в смягчении действующих требований относительно определения и присвоения статуса природоохранной зоны той или иной местности. Не последнюю роль в этом сыграл Европейский суд, который занял принципиальную позицию и руководствовался при принятии решений только положениями Директивы 79/409/EЭC, не считаясь при этом с национальным законодательством отдельных стран-членов Евросоюза. Более того, национальным судам стран-членов Евросоюза прямо запрещалось руководствоваться национальным законодательством и предписывалось руководствоваться положениями Директивы 79/409/EЭC. К примеру, согласно Директиве 79/409/EЭC, под определение «природоохранная зона» с соответствующими гарантиями соблюдения режима охраны в Дании подпадало 22,3 % от общей национальной территории, в Нидерландах - 24,1 %, во Франции - 5,7 % .
Неустранимые противоречия привели к тому, что были пересмотрены наиболее спорные пункты Директивы 79/409/EЭC и 21 мая 1992 года в Брюсселе Европейским советом была принята — Директива Совета 92/43/ЕЭС «Об охране природных мест обитания, дикой флоры и фауны».

## Характеристика документа

### Структура
- Преамбула (Whereas);
- Статья 1-24 (Articles 1-24);
- Приложение I. Типы естественных мест обитания, находящиеся в сфере интересов сообщества, чьё сохранение требует определения особо охраняемых участков (Annex I. Natural habitat types of community interest whose conservation requires the designation of special areas of conservation);
- Приложение II. Виды животных и растений, которые находятся в сфере интересов сообщества, чьё сохранение требует определения особо охраняемых участков (Annex II Animal and plant species of community interest whose conservation requires the designation of special areas of conservation);
- Приложение III. Критерии для выбора местообитаний, подходящих для определения в качестве мест, находящихся в сфере интересов сообщества и назначения в качестве особо охраняемых участков (Annex III. Criteria for selecting sites eligible for identification as sites of community importance and designation as special areas of conservation);
- Приложение IV. Виды животных и растений, в охране которых сообщество заинтересовано, ввиду необходимости их полной защиты (Annex IV. Animal and plant species of community interest in need of strict protection);
- Приложение V. Виды животных и растений, в охране которых заинтересовано сообщество, чьё изъятие из дикой природы и использование может подвергаться управлению (Annex V. Animal and plant species of community interest whose taking in the wild and exploitation may be subject to management measures);
- Приложение VI. Запрещённые методы, а также средства отлова и уничтожения, и виды транспорта (Annex VI. Prohibited methods and means of capture and killing and modes of transport)[5][6]

### Задачи
Первостепенной задачей Директивы 92/43/ЕЭС являлось продвижение сохранения биологического разнообразия при учете экономических, социальных, культурных и региональных требований. Ввиду того, что существуют угрозы исчезновения определённых типов естественных мест обитания и определённых видов, положения Директивы направлены на принятие своевременных мер по сохранению природы и природных богатств, а также биологического разнообразия. Государства-члены Евросоюза обязаны были привести национальное законодательство в соответствие с положениями Директивы.